# Generaliserat tonisk-kloniskt anfall
Generaliserat tonisk-kloniskt anfall, tidigare benämnt grand mal-anfall, avser ett krampanfall som inleds med tonisk kramp, det vill säga personen blir stel i kroppen, och medvetslöshet. Därefter kommer den kloniska fasen med muskelkramper i hela kroppen. Anfallet pågår i någon eller några minuter.
Vid ECT utlöses ett generaliserat tonisk-kloniskt anfall.